# 慶長伏見地震
公元在1596年9月5日午夜12點多（文祿5年閏7月13日子時），日本发生了慶長伏見地震。推定該地震震央位於在山城國伏見（現在為京都府京都市伏見区），震级為7.5。當時京都伏見城天守，天龍寺，方廣寺都遭到破壞，罹難人數估計超過1,000人。